# One-Shot (Rollenspiel)
Als One-Shot, selten auch One Shot, wird, vor allem im Kontext von Tabletop- und Pen-&-Paper-Rollenspielen, ein Abenteuer bezeichnet, welches nicht wie eine Kampagne beliebig lang fortgesetzt wird, sondern einen klar definierten Beginn und Abschluss der Handlung hat, um das Abenteuer so in einem Durchgang (engl. in one shot), i. d. R. an einem Abend, durchspielen zu können.
Die genaue Länge eines One-Shot ist unterschiedlich, i. d. R. dauert ein solches Abenteuer zwischen zwei und sechs Stunden. Oft ist in einem vorgefertigten One-Shot auch bereits eine kurze Zusammenfassung der Besonderheiten des Abenteuers enthalten und es werden vorgefertigte SC zur Verfügung gestellt, um so einen schnellen Einstieg zu ermöglichen und eine Session Zero zu erübrigen. Insbesondere bei den Rollenspielen Dungeons & Dragons und Pathfinder ist es aber bspw. auch üblich, dass die Spieler ihre bereits vorhandenen Charaktere verwenden können, da ein One-Shot hier zwar ebenfalls eine abgeschlossene Handlung (Problemstellung / Quest, Bewältigung, Höhepunkt, Auflösung / Abschluss) darstellt, aber oft in derselben Welt spielt, wie auch andere One-Shots und Kampagnen (bei Dungeons & Dragons insbesondere Faerun).